# Harro Harring
Harro Poul Kasimir Harring (28. september 1798 på Ibenhof/Ibengaard ved Husum i Nordfrisland – 21. maj 1870 i Saint Helier på Jersey) var en dansk-nordfrisisk maler og revolutionær. Hans opposition mod aristokratiet drev Harring på kryds og tværs gennem hele verden. 
Harro Harring er født i 1798 i Vobbenbøl nær Husum. I 1810 døde faderen og familiens gård blev sat på tvangauktion. Han og moderen flyttede til Hatsted. I 1817 påbegyndte han et studium på Det Kongelige Danske Kunstakademi i København for at lære slagmaleri. Han fortsatte sine studier i Dresden, hvor han mødte den senere Christian 8., der understøttede ham i en årrække. Han kom også i kontakt med en række danske kunstner som Herman Wilhelm Bissen.
Efterhånden kom han i kontakt med de europæiske frihedsbevægelser og i 1821 drog han til Grækenland for at slutte sig til det græske oprør mod tyrkerne. I stedet for maleriet begyndte han nu at skrive. Hans politiske virksomhed førte han blandt andet til Tyskland, Polen, London, Rio de Janeiro og New York. I London mødte han Karl Marx, der titulerede ham som frihedens vildledte ridder. I München skrev han teaterstykker og herefter var han dramaturg i Wien. I nov. 1831 kom et generellt forbud mod Harrings bøger og skrifter i de tyske forbundstater. I 1832 deltog han på det tyske folkemøde i Hambach (den såkaldte Hambach-fest eller Hambacher Fest), men blev udelukket fra for sin nationalitets skyld, fordi han -med sin baggrund i Slesvig/Sønderjylland- ikke var tysker. I 1840 sejlede han til Brasilien, hvor han malede og dokumenterede slavernes liv på plantagerne. 1843 rejste han til New York, hvor han stiftede et skandinavisk selskab.
I juli 1848 deltog han på det nordfrisiske folkemøde i Bredsted, hvor han krævede en panskandinavisk stat, i hvilken et republikansk Nordfrisland ville eksistere autonomt. Han citeres for at udråbe Fra Nordkap til Ejdersted: Et folk, en ånd, et mål. Til slut drog han sit sværd og råbte ud over forsamlingen Vi vil være frie som vore forfædre! Hellere død end slave! Men hans ide om en nordfrisisk republik fandt ingen opbakning hverken på tysk eller dansk side. Både dansksindede og tysksindede så mistænksom på den revolutionære nordfriser. Han var en tidlig repræsentant for Skandinavismen, var tæt på De Nationalliberale og deres Ejderpolitik og var tillige trofast republikaner. Allerede i 1846 havde han formuleret: Et samlet, frit fædreland, fra Nordkap til Ejderstrand. Han anerkendte Dannevirke som dansk-tysk grænse ud fra en historisk synsvinkel, men var også modstander af det konstitutionelle monarki. Skuffet forlod Harring et år senere Sønderjylland. Han boede også en tid i Humanismens Hus i Oslo. Da han i maj 1850 var ved at blive udvist fra Norge, demonstrerede bl. a. den unge Henrik Ibsen, Bjørnstjerne Bjørnson og Aasmund Olavsson Vinje for ham. Sine sidste år tilbragte han på kanaløen Jersey, hvor han begik selvmord i 1870. Ved sit selvmord var han udvist af næsten hvert europæisk land på grund af sin politiske virksomhed.